# Kazakhstan International Healthcare Exhibition

Logo

Die Kazakhstan International Healthcare Exhibition (kurz KIHE) ist eine Fachmesse für die internationale Gesundheitsbranche in Kasachstan. Sie findet seit 1993 jedes Jahr im Atakent Expo Exhibition Centre in Almaty statt. Das nächste Mal findet sie vom 11. bis zum 13. Mai 2011 statt.

## Gesundheitsmarkt in Kasachstan
Für den Gesundheitssektor sind im Jahr 2009 insgesamt 299,5 Billionen Tenge, im Jahr 2010 insgesamt 411,6 Billionen Tenge und für 2011 sind 368,9 Billionen Tenge vorgesehen. Die jährlichen Investitionen der Regierung für den Kauf medizinischer Ausrüstung betragen etwa 25 bis 30 Billionen Tenge jährlich.
In ganz Kasachstan gibt es 1054 Krankenhäuser und 3720 Kliniken für kurze Aufenthalte. Im Jahr 2009 arbeiteten 59.000 Ärzte und 126.000 medizinisches Personal.

## Daten und Fakten
Unter den knapp 170 Ausstellern auf der Kazakhstan International Healthcare Exhibition 2010 waren Unternehmen vorwiegend aus Asien und Europa vertreten. Dabei kamen 40 Prozent aus Kasachstan, 19 Prozent aus Deutschland, 16 Prozent aus Russland, 7 Prozent aus der Volksrepublik China und 4,5 Prozent aus der Türkei. 
Die gesamte Ausstellungsfläche der Kazakhstan International Healthcare Exhibition 2010 betrug 5.856 Quadratmeter. Es waren insgesamt 166 Aussteller aus 17 Staaten anwesend. Die Fachbesucheranzahl betrug 3.647, von denen 95 Prozent aus Kasachstan, 1,4 Prozent aus Russland und drei Prozent aus anderen Staaten kamen.
| Jahr | Zeitraum        | Fachbesucher | Aussteller | Ausstellungsfläche in Quadratmetern | Quellen |
| ---- | --------------- | ------------ | ---------- | ----------------------------------- | ------- |
| 2009 | 13. bis 16. Mai | 4.065        | 137        | 5.856                               | [ 1 ]   |
| 2010 | 12. bis 14. Mai | 3.727        | 166        | 5.856                               | [ 2 ]   |